# Sergio Lozano Martínez
Sergio Lozano Martínez (sinh ngày 9 tháng 11 năm 1988), còn được biết với Sergio Lozano, là một cầu thủ bóng đá trong nhà người Tây Ban Nha đang chơi cho Barcelona ở vị trí Ala.

## Danh hiệu
- 3 Copa del Rey (2012, 2013, 2014)
- 2 Copa de España (2012, 2013)
- 2 Spanish futsal league (2011/12, 2012/13)
- 2 UEFA Futsal Cup (2012, 2014)
- 1 Euro (2012)
- 1 Campeonato de Europa sub-21 (2007)
- 1 Campeonato de España sub-21 (2007/08)
- 2 Campeonatos de España juveniles de selecciones territoriales (2005/06, 2006/07)